# Progressive Party of Maldives
Die Progressive Party of Maldives (Dhivehi ޕްރޮގްރެސިވް ޕާރޓީ އޮފް މޯލްޑިވްސް, PPM, dt.: Fortschrittliche Partei der Malediven) ist eine islamische politische Partei in den Malediven. 2021 hatte sie 37.093 Mitglieder. Die Partei vertritt die Ziele Unabhängigkeit und Demokratie zu fördern, Sicherheit, hohe Einkommen, hohes Humankapital, einen hochentwickelten Nationalstaat mit einer diversifizierten und robusten Wirtschaft zu schaffen und zugleich das islamische Erbe zu erhalten.

## Geschichte

### 2011–2012
Die Partei wurde 2011 von Maumoon Abdul Gayoom gegründet, nachdem er aus seiner ersten Partei, der Dhivehi Rayyithunge Party (DRP), ausgetreten war. Er begründete dies mit Korruption der Ansichten nach einem Führungswechsel. Zunächst entstand nur eine Fraktion der DRP, die Z-DRP, die 2011 von Gayyoom geschaffen wurde. Vorausgegangen waren parteiinterne Dispute zwischen Gayyoom, dem Ehrenvorsitzenden (Supreme Leader), und dem aktuellen Parteiführer, Ahmed Thasmeen Ali.
Am 4. September 2011 vollzog Gayyoom seinen Austritt aus der DRP und kündigte an, dass die Z-DRP-Fraktion eine neue „korruptions-intolerante“ Partei werden würde, unabhängig von der DRP. Am nächsten Tag veröffentlichte er seine Pläne für die „Progressive Party of Maldives“.
Am 8. Oktober 2011 erhielt die Partei ihre Lizenz von der Elections Commission, so dass sie sich innerhalb der nächsten neun Monate bei der Regierung registrieren konnte.
Im August 2012 beschuldigte die PPM die Maledivische Demokratische Partei (MDP, die wichtigste Oppositionspartei) den UN-Menschenrechtsausschuss zu erpressen und bezeichnete den 2012 Maldives Report als „ernst und besorgniserregend“ („serious and concerning“). Sie verurteilte die Aufrufe der UN zur Einführung von Gleichstellungs-Rechten für Homosexuelle und für religiöse Freiheit in den Malediven.

### 2013–2018 Herrschende Partei
Am 17. November 2013 wurde die PPM die herrschende Partei der Malediven, nachdem ihr Kandidat, Abdulla Yameen (Maumoons Halbbruder) 2013 die Präsidentschaftswahl gewann und damit über den Kandidaten der MDP, Mohamed Nasheed, siegte.
2014 errang die PPM die Mehrheit im Madschlis (Parlament) mit 33 Sitzen, wobei die Koalitionspartner Jumhooree Party (JP, Republikan Party) weitere 15 Sitze erhielt und die Maldives Democratic Alliance (MDA) 15 Sitze.
Bereits 2015 verließen die beiden Koalitionspartner JP und Adhaalath Party die Regierungskoalition.
2018 verlor Präsident Abdulla Yameen die Wahl gegen Ibrahim Mohamed Solih.

### Seit 2018 – Opposition

#### Parteispaltung und Koalition mit der PNC
Aufgrund eines Konflikts um die Parteiführung zwischen Abdulla Yameen und Maumoon Abdul Gayoom teilte die Parteiführung die Partei auf: in den People’s National Congress (PNC) und die PPM. Zusammen bildeten sie eine Oppositionsallianz, die Progressive Congress Coalition.
In der Wahl im April 2019 verlor die PPM viele Stimmen. Die Maledivische Demokratische Partei (MDP) von Präsident Ibrahim Mohamed Solih gewann mit überwältigender Mehrheit. Sie errang 65 der 87 Sitze im Parlament.
Der ehemalige Präsident und Parteiführer Abdulla Yameen wurde im November 2019 für Geldwäsche zu fünf Jahren Gefängnis verurteilt. Das Hohe Gericht hielt auch im Januar 2021 an dem Urteil fest. Der Fall wurde jedoch vom Supreme Court of Maldives am 30. November 2021 kassiert.

## Wahlen

### Präsidentschaftswahlen
| Wahlen | Kandidaten     | Unterstützer         | Stimmen     | %           | Stimmen      | %            | Resultate  |
| Wahlen | Kandidaten     | Unterstützer         | Erste Runde | Erste Runde | Zweite Runde | Zweite Runde | Resultate  |
| ------ | -------------- | -------------------- | ----------- | ----------- | ------------ | ------------ | ---------- |
| 2013   | Abdulla Yameen | Mohamed Jameel Ahmed | 53.099      | 25,35 %     | -            | -            | Annulliert |
| 2013   | Abdulla Yameen | Mohamed Jameel Ahmed | 61.278      | 29,72 %     | 111.203      | 51,39 %      | Gewählt    |
| 2018   | Abdulla Yameen | Mohamed Shaheem      | 96.132      | 41,62 %     | -            | -            | Verloren   |

### Parlamentswahlen (Madschlis)
| Wahlen | Parteiführer         | Stimmen | %       | Sitze | ±    | Position |
| ------ | -------------------- | ------- | ------- | ----- | ---- | -------- |
| 2014   | Maumoon Abdul Gayoom | 51.424  | 27,72 % | 33/85 | ▲ 33 | 1.       |
| 2019   | Abdulla Yameen       | 19.176  | 9,12 %  | 5/87  | ▼ 28 | 3.       |